# یانیک لبهرتز

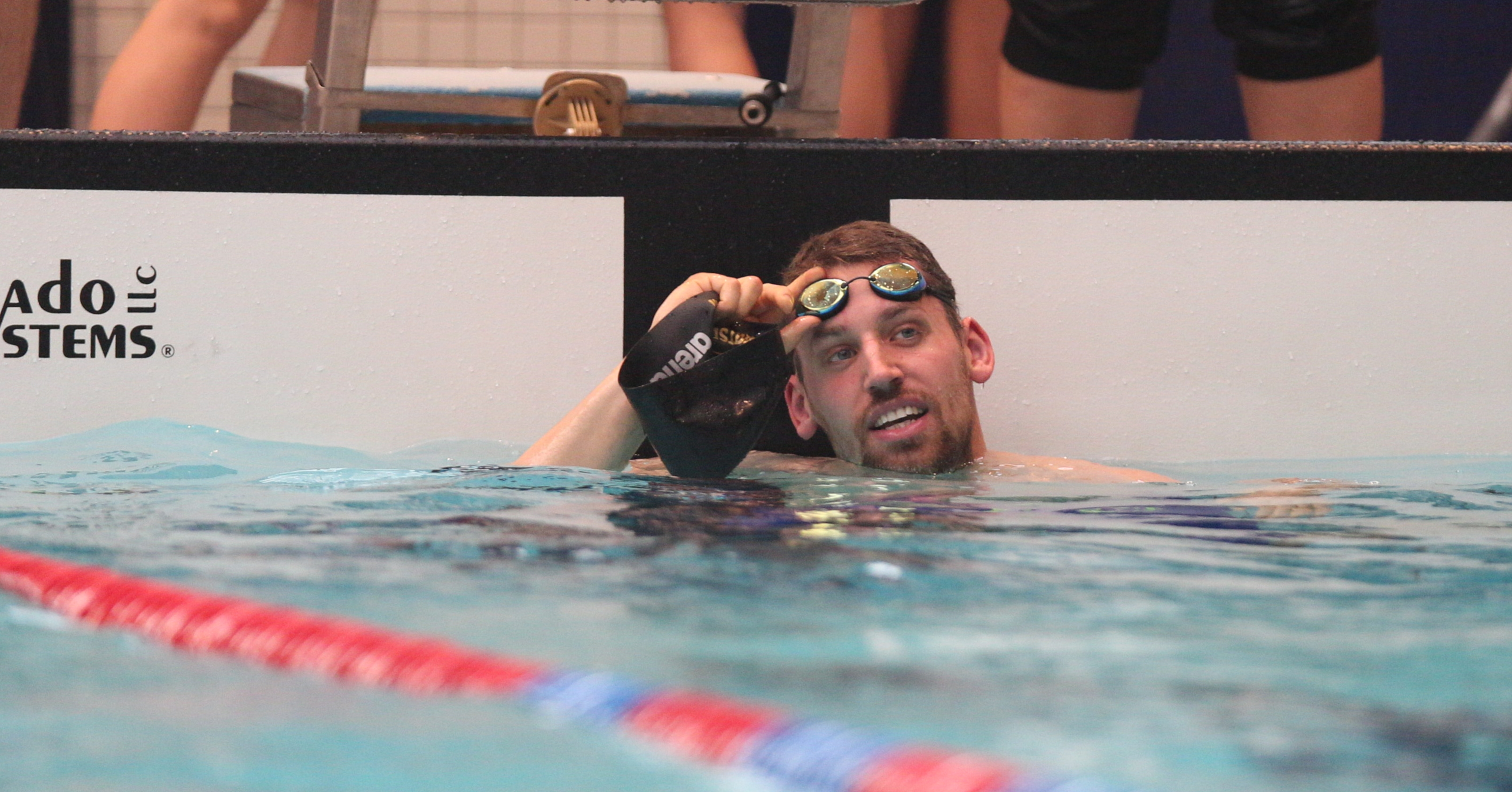
نگاره‌ای از یانیک لبهرتز، شناگر اهل آلمان - ۲۰۱۸

یانیک لبهرتز (به انگلیسی: Yannick Lebherz) (زادهٔ ۱۳ ژانویهٔ ۱۹۸۹) شناگر اهل آلمان است.